# Maryna Doroszenko
Maryna Doroszenko  (ur. 22 marca 1981 jako Martyna Chabarowa w Margańcu, zm. 7 września 2014) – ukraińska koszykarka, siedmiokrotna mistrzyni Ukrainy, dwukrotna zdobywczyni Pucharu Ukrainy z zespołem Kozaczkа-ZAłK (Zaporoże), reprezentantka Ukrainy, Mistrzyni Sportu Ukrainy.